# Циногнат

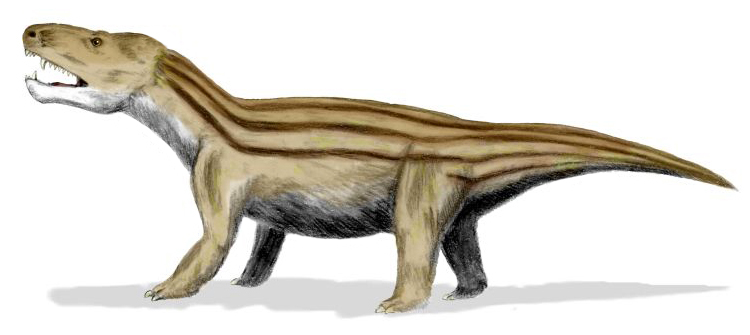
Реконструкція циногната

Циногнат (лат. Cynognathus, від дав.-гр. κύνεος γνάθος «собачі щелепи»)— хижак завдовжки тіла близько метра, що мешкав під час раннього та середнього тріасового періоду. Він належав до синапсидів, тварин, що більше нагадували сучасних ссавців. Рід Cynognathus був розповсюджений майже по всьому світу. Викопні рештки циногнатів знайдені на території Південної Африки, Південної Америки, Китаю та Антарктиди.
Циногнат був схожий на помісь собаки і ящірки. Він був найбільшим з усіх цинодонтів, рептилій, що були схожі на ссавців, озброєних великими іклами. Зграя циногнат несла смерть тваринам більшим, ніж самі циногнати.
На відміну від більшості справжніх рептилій, у циногната були відносно довгі ноги, розташовані не по боках тулуба, а під ним. Це означало, що хижак міг легко міняти напрям руху. Скам'янілості виду допомогли вченим зрозуміти, як еволюціонували ссавці.